# Yimamu (sockenhuvudort i Kina, Xinjiang Uygur Zizhiqu, lat 41,20, long 79,46)
Yimamu (kinesiska: 依麻木, 依麻木乡) är en sockenhuvudort i Kina. Den ligger i den autonoma regionen Xinjiang, i den nordvästra delen av landet, omkring 730 kilometer sydväst om regionhuvudstaden Ürümqi. Antalet invånare är 22 669. Befolkningen består av 10 842 kvinnor och 11 827 män. Barn under 15 år utgör 29,0 %, vuxna 15-64 år 65 %, och äldre över 65 år 4,0 %.
Runt Yimamu är det ganska glesbefolkat, med 24 invånare per kvadratkilometer. Det finns inga andra samhällen i närheten. Trakten runt Yimamu är ofruktbar med lite eller ingen växtlighet.
Genomsnittlig årsnederbörd är 233 millimeter. Den regnigaste månaden är juli, med i genomsnitt 48 mm nederbörd, och den torraste är mars, med 2 mm nederbörd.